# William E. Smith

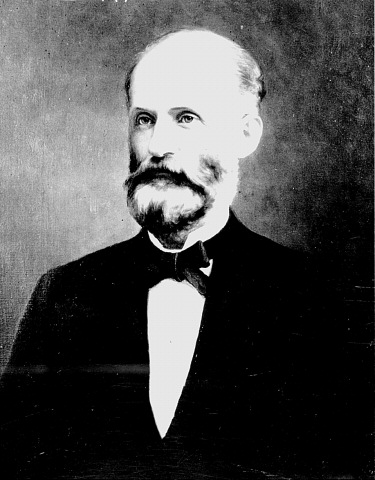
William E. Smith

William E. Smith (* 18. Juni 1824 in Inverness, Schottland; † 13. Februar 1883 in Milwaukee, Wisconsin) war ein US-amerikanischer Politiker und von 1878 bis 1882 der 14. Gouverneur des Bundesstaates Wisconsin.

## Frühe Jahre und politischer Aufstieg
Im Jahr 1835 wanderte William Smith mit seiner Familie aus Schottland in die USA aus. Nach einigen Zwischenaufenthalten in New York und Michigan ließ er sich im Jahr 1849 in Fox Lake (Wisconsin) nieder. Dort arbeitete er für eine Handelsfirma und begann sich für Politik zu interessieren.
Damals war Smith Mitglied der Whigs, für die er in die Wisconsin State Assembly gewählt wurde. Nach dem Niedergang der Whig Party war er 1854 Gründungsmitglied der Republikaner. In den folgenden Jahren wurde er zweimal für seine neue Partei in den Senat von Wisconsin gewählt. Außerdem war er zwischen 1858 und 1876 Mitglied des Verwaltungsrats der Grundschulen Wisconsins. Zwischen 1866 und 1870 war er als Nachfolger von Samuel D. Hastings auch Finanzminister (Treasurer) seines Staates und saß danach erneut in der State Assembly, wo er auch als Speaker fungierte. Im Jahr 1873 wurde er von Gouverneur Cadwallader C. Washburn zum Direktor des staatlichen Strafanstalt bestellt. Dieses Amt behielt er bis 1877. Zwischenzeitlich fand er noch die Zeit, in Milwaukee eine Supermarktkette mitzubegründen (Round’s Supermarket Chain).

## Gouverneur von Wisconsin
Im Jahr 1877 wurde William Smith als republikanischer Kandidat zum neuen Gouverneur gewählt. Er erzielte zwar nur 44,2 Prozent der Stimmen, siegte damit aber vor dem Demokraten James A. Mallory (39,6 Prozent). Smith trat sein neues Amt am 7. Januar 1878 an und konnte es nach einer Wiederwahl im Jahr 1879 bis zum 2. Januar 1882 ausüben. In dieser Zeit hat er sich wenig arbeitnehmerfreundlich gezeigt. Als die Arbeiter in den Sägewerken für eine kürzere Arbeitszeit in den Streik traten, entsprach der Gouverneur den Bitten der Arbeitgeber und schickte die Nationalgarde zur Unterdrückung des Streiks. Die Anführer wurden verhaftet.
Nach dem Ende seiner Gouverneurszeit widmete sich Smith wieder seinen eigenen Geschäften. Viel Zeit dafür blieb ihm aber nicht mehr. Er verstarb bereits im Februar 1883. William Smith war mit Mary Booth verheiratet, mit der er vier Kinder hatte.